# Łąki (powiat wołomiński)
Łąki – wieś w Polsce położona w województwie mazowieckim, w powiecie wołomińskim, w gminie Radzymin. Ma status sołectwa. Południową część Łąk, w rejonie ulicy Sasankowej, stanowi kolonia Załącze.
Do 1952 roku Łąki znajdowały się w granicach miasta Radzymina, stanowiąc półenklawę. 30 czerwca 1952 wyłączono je z Radzymina i włączono do gromady Beniaminów w gminie Radzymin w powiecie radzymińskim. Dzień później, 1 lipca 1952, wraz z gromadą Beniaminów włączone do gminy Nieporęt w powiecie nowodworskim. Jesienią 1954 weszły w skład gromady Nieporęt. 
29 lutego 1956 Łąki (zapisano jako Załącze) odłączono od powiatu nowodworskiego (od gromady Nieporęt), włączając je do powiatu wołomińskiego (do gromady Radzymin). Odtąd Łąki występują w spisie miejscowości gromady Radzymin w powiecie wołomińskim.
Od 1 stycznia 1973 stanowią sołectwo w reaktywowanej gminie Radzymin.
W latach 1975–1998 miejscowość należała administracyjnie do województwa warszawskiego.